# Кажановичи
Кажановичи (бел. Кажановічы) — деревня в составе  Житковичского райисполкома Гомельской области Белоруссии.

## География

### Расположение
В 1 км от районного центра и железнодорожной станции Житковичи (на линии Лунинец — Калинковичи), 232 км от Гомеля; на севере железная дорога.

## Гидрография
На юге водохранилище рыбхоза.

## Транспортная сеть
На автомобильной дороге Житковичи — Петриков. Планировка состоит из 3 близко расположенных между собой улиц, ориентированных с юго-востока на северо-запад. Застройка деревянная, усадебного типа.

## История
Упоминаются в 1616 году как деревня Кажановцы в Мозырском повете ВКЛ.
В XIX веке деревня в Житковичской волости Мозырского уезда Минской губернии. В 1930 году организован колхоз имени С. М. Будённого, работала кузница. Во время Великой Отечественной войны 5 июля 1944 года освобождена от оккупантов. 20 жителей погибли на фронтах. До 2009 года входила в состав совхоза «Житковичи» (центр — посёлок Гребенёвский). Действуют райсельхозхимия (ныне ОАО «ЖитковичиХимСервис», фермерское хозяйство «Богатый Урожай» (территория бывшей товарной фермы), частная пилорама (территория бывшего свинокомплекса).
Решением Гомельского областного Совета депутатов от 14.05.2014 № 13 "О некоторых вопросах административно-территориального устройства Житковичского района Гомельской области" деревня Кажановичи вместе с близлежащим посёлком Восточный включена в состав территории города Житковичи

## Население

### Численность
- 2004 год — 105 хозяйств, 301 житель.

### Динамика
- 1897 год — 63 двора, 405 жителей (согласно переписи).
- 1917 год — 595 жителей.
- 2004 год — 105 хозяйств, 301 житель.